# Théâtre Vakhtangov

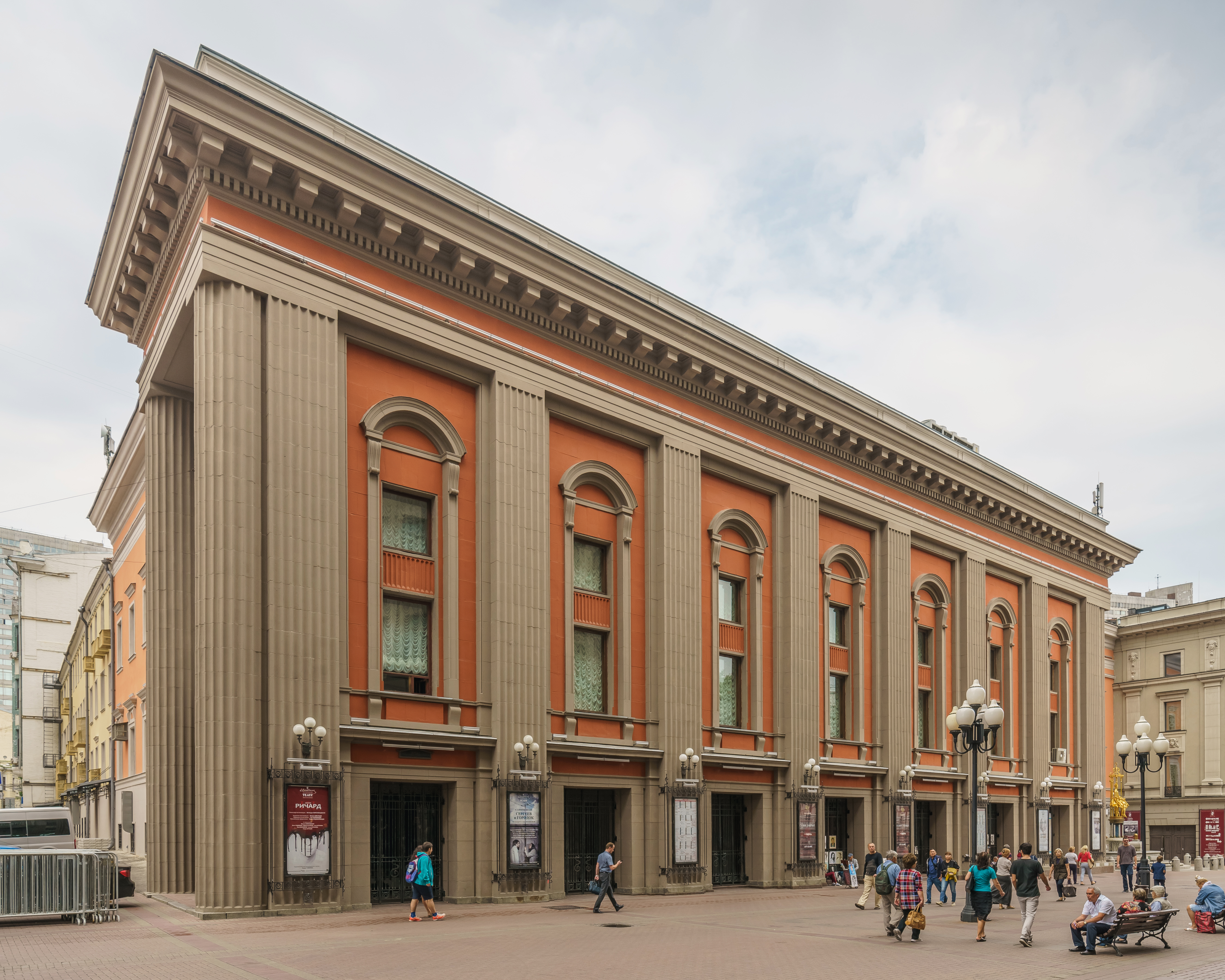
Le théâtre Vakhtangov en 2018.

Le théâtre académique national Vakhtangov (Государственный академический театр им. E. Вахтангова) est un théâtre moscovite, situé rue de l'Arbat, no 26.
Les spectateurs qui assistent, le 13 novembre 1921, dans l'ancienne salle d'un hôtel particulier, à la pièce de Maurice Maeterlinck Le Miracle de saint Antoine mise en scène par Evgueny Vakhtangov sont les témoins de la naissance d'une nouvelle sorte de théâtre : le troisième studio du théâtre d'art de Moscou qui prend le nom du metteur en scène, en 1926.

## Histoire

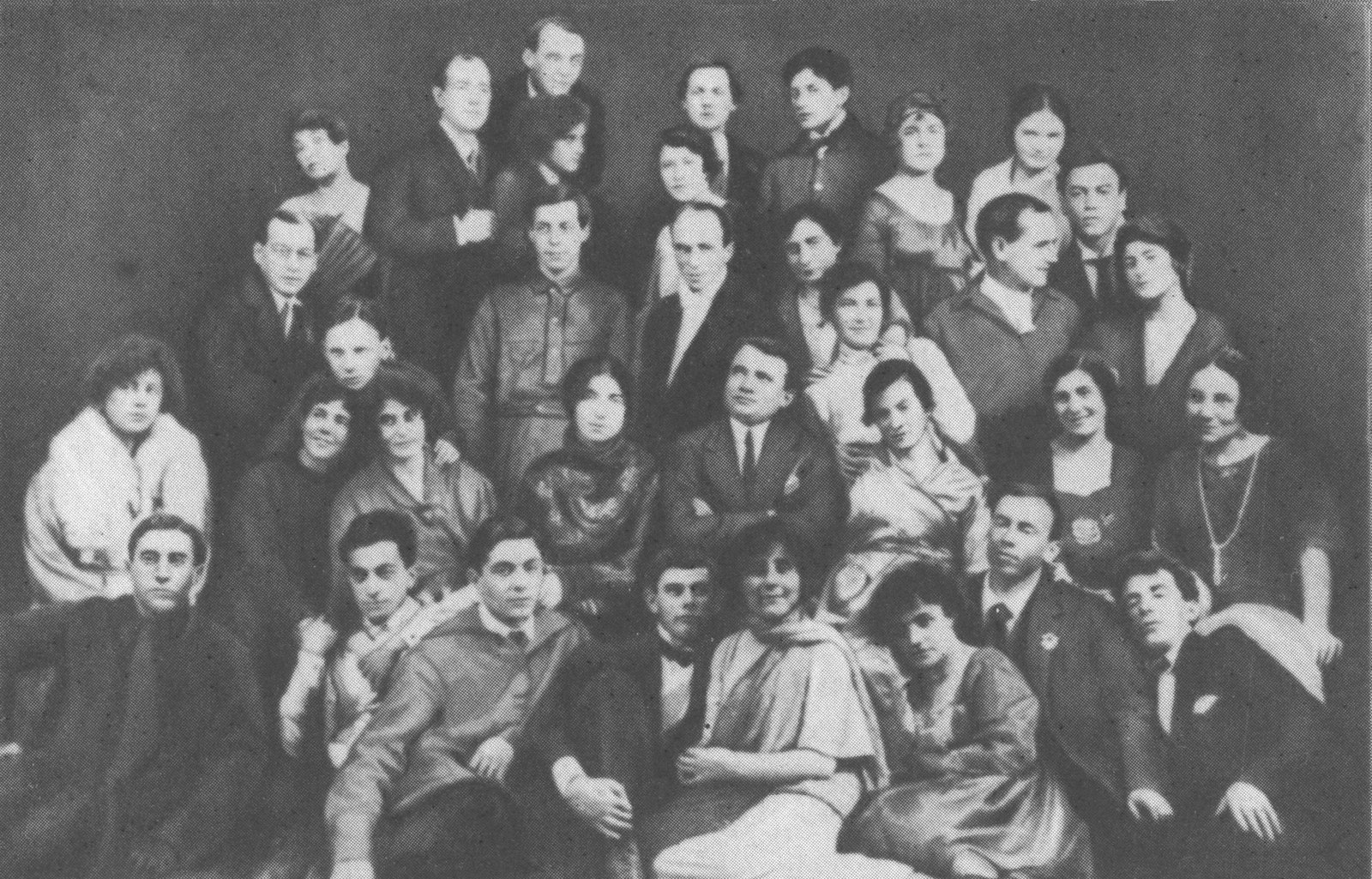
La troupe en 1921.

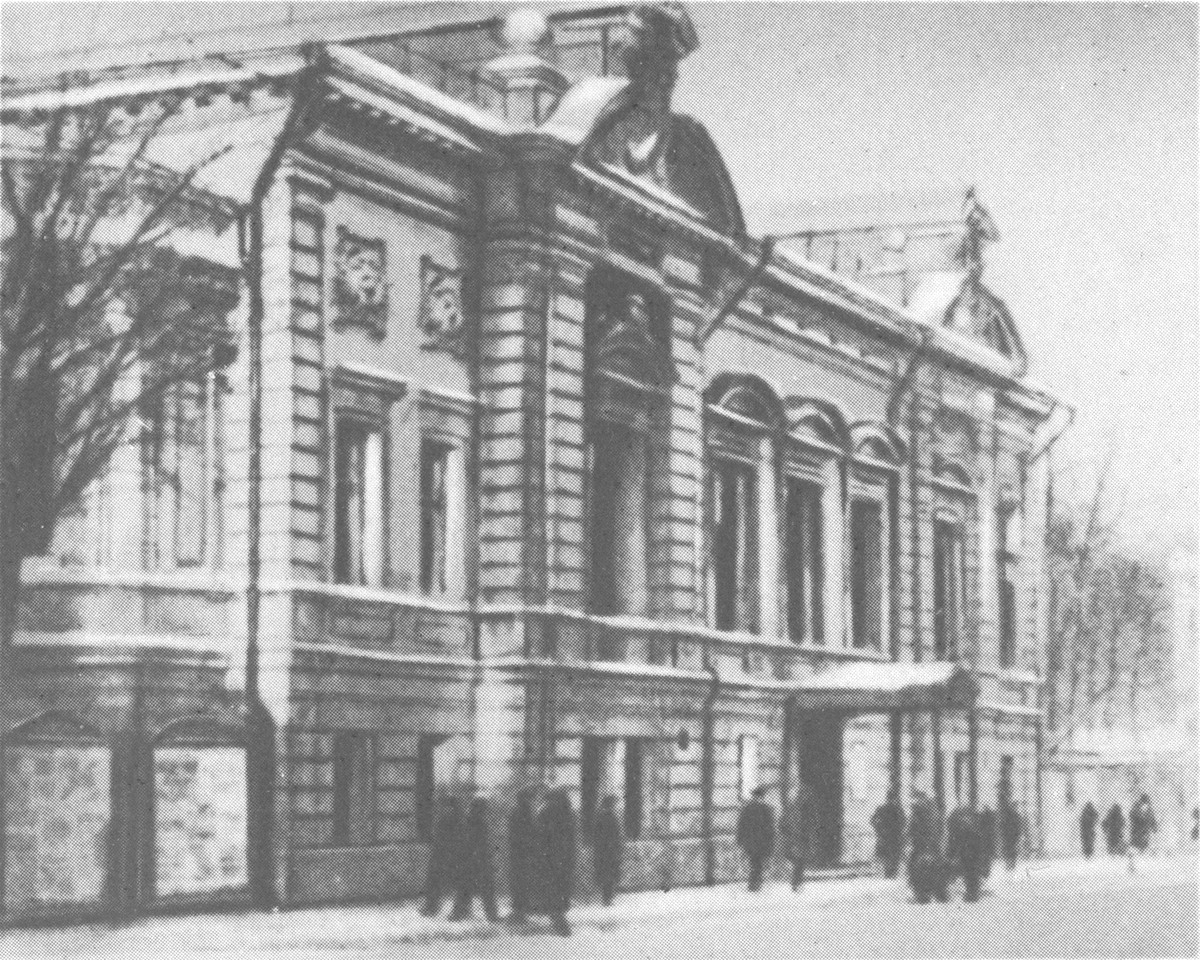
Le premier bâtiment du théâtre en 1920.

Un groupe de jeunes étudiants qui suivent en 1913 les cours d'art dramatique du Studio des étudiants, selon les méthodes de Stanislavski sont à l'initiative de créer avec Vakhtangov une troupe d'avant-garde. Ils répètent les uns chez les autres une pièce de Boris Zaïtsev La Demeure des Lanine dont la première a lieu le 26 mars 1914, mais les autorités du théâtre d'art interdisent à Vakhtangov de poursuivre ses activités avec des étudiants non-professionnels. Ils se réunissent donc dans un appartement de la rue Mansourov et bientôt l'une des étudiantes choisit ce nom comme nom de scène : la talentueuse Cecilia Mansourova qui plus tard devient une éblouissante princesse Turandot.
Peu à peu, la troupe acquiert de l'influence, et on la baptise même, parmi les amateurs, le troisième studio du théâtre d'art. Elle s'installe dans un somptueux ancien hôtel particulier du 26 rue Arbat et les comédiens jouent la pièce de Maeterlinck nommée plus haut ainsi que La Princesse Turandot de Carlo Gozzi, mais Vakhtangov ne peut assister à la première, car il meurt en 1922. La troupe choisit selon ses conseils la direction de Nemirovitch-Dantchenko. La Russie est en pleine période de la nouvelle politique économique (NEP), mais bientôt la sinistre époque stalinienne va commencer. Les spectacles doivent faire l'éloge du léninisme et moins jouer de pièces bourgeoises. Boris Chtchoukine est l'un des premiers Lénine au théâtre, mais interprété avec esthétisme. Néanmoins la troupe n'échappe pas non plus aux différentes vagues d'arrestations. Staline fait parfois venir les acteurs au Kremlin afin de juger lui-même de leurs pièces.
La première de Mascarade d'après Lermontov, mise en scène par Andreï Toutychkine, a lieu à la veille de la guerre, le 21 juin 1941. Le mois suivant, lors d'une des premières attaques aériennes sur Moscou, une bombe tombe sur le théâtre. Plusieurs personnes sont tuées, dont des acteurs qui sont de garde, et le théâtre est fortement endommagé. On évacue la troupe à Omsk. Le théâtre est reconstruit.
Il y a un durcissement idéologique après la guerre, et les spectacles légers, trop intellectuels ou psychologiques, qui font la spécialité du théâtre Vakhtangov, sont proscrits. Le théâtre Kammerny est fermé en 1949 et certains de ses acteurs, comme Alexandre Taïrov et son épouse Alisa Koonen, ont pu trouver asile dans la troupe du Vakhtangov. Celle-ci a pu retrouver un tant soit peu de son âme pendant le dégel khrouchtchévien. Rouben Simonov, le directeur, reprend La Princesse Turandot en 1963, pour le centenaire de Stanislavski et les quatre-vingts ans de Vakhtangov. À la mort de Rouben Simonov en 1968, le théâtre est dirigé par son fils Evgueny. Celui-ci doit le quitter pendant les années difficiles (au point de vue matériel aussi) de la Perestroïka.
L'un des principaux acteurs de la troupe, Mikhaïl Oulianov, prend la relève en 1987, jusqu'à sa mort en 2007. Désormais les pièces sont montrées avec une grande liberté de ton et une recherche scénographique innovante.
Le directeur artistique actuel est Rimas Tuminas et son directeur Sergueï Sosnovsky.